# Histoire des Juifs en URSS
L’histoire des Juifs en URSS se réfère aux Juifs des différentes régions de l'Union soviétique. Pour les Juifs, la période soviétique signifia d'une part l'abolition des discriminations antérieures, la condamnation officielle de toute forme de racisme et d'antisémitisme, et l'ouverture de l'« ascenseur social » soviétique à tout citoyen sans distinction d'origines et de religion, mais d'autre part l'apparition progressive de nouvelles formes d'antisémitisme sur fond idéologique communiste, au nom d'un « internationalisme prolétarien » et d'un athéisme d'État qui condamnaient le judaïsme culturel comme « cosmopolite et nationaliste bourgeois », et le judaïsme religieux comme « archaïsme rétrograde ».

## Débuts

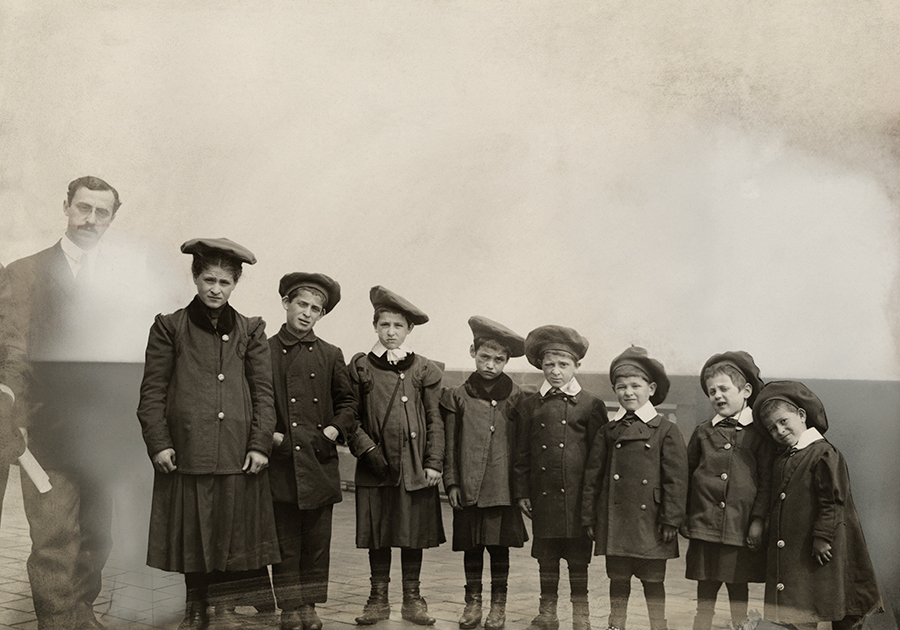
Orphelins juifs lors de leur émigration aux États-Unis, 1919.

Le 25 octobre 1917, le coup d'État bolchevik abat la république socialiste russe instaurée par la révolution russe de février 1917. Désormais seuls maîtres du gouvernement, Lénine et le Parti communiste russe (bolchevik) perçoivent l'antisémitisme comme contraire à l'égalitarisme et empêchant l'assimilation mais en même temps, estiment que le judaïsme n'est qu'une croyance religieuse : les Juifs ne constituent donc pas une nation, et ne sont donc pas mentionnés dans la Déclaration des droits des peuples de Russie promettant à toutes les « nationalités » « les droits à l'égalité, à l'autodétermination et à la sécession ».

## Laïcisation

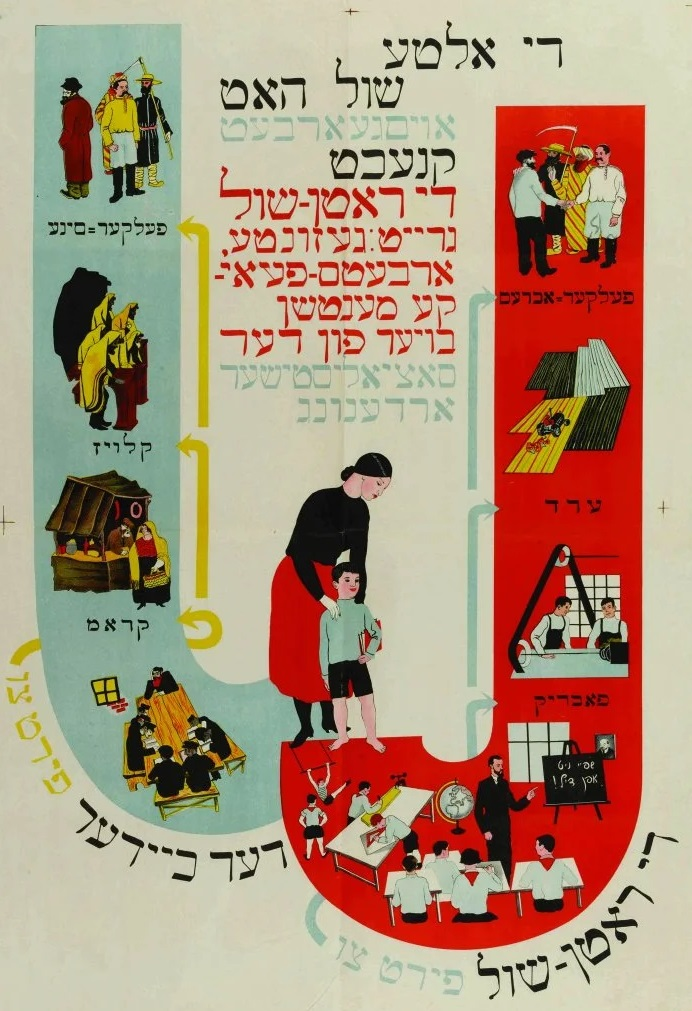
Affiche en yiddish de propagande soviétique anti-Heder menant à l'ignorance et la pauvreté, et vantant les qualités d'une éducation dans les écoles d'État formant des citoyens productifs, 1920-1932.

Début 1918, le Conseil des commissaires du peuple de la Russie soviétique (RSFSR) sépare l'Église de l’État et l'École de l'Église. Ainsi, les communautés religieuses perdent leur statut d'entités juridiques, leur droit à la propriété et leur droit de passer des contrats. Comme les églises ou les mosquées, les synagogues sont nationalisées, l'enseignement religieux est interdit, et l'étude de la religion ne peut désormais se faire qu'en privé et non sans risques, car le prosélytisme est interdit. Un Conseil chargé des affaires juives nationales est constitué, une section du dit conseil se charge des nationalités, établissant « la dictature du prolétariat dans les rues juives » et « attirant les masses juives vers le régime ». Le Conseil doit aussi informer les différentes institutions sur les questions juives et combattre l'influence des partis sionistes et juifs-socialistes.
En juillet, le Congrès des députés du peuple émet un prikaz (décret) interdisant officiellement les pogroms, l’antisémitisme étant contraire à la cause révolutionnaire. En octobre, la « section juive » du PCUS, les Evsektia, est créée pour les membres juifs du parti dont l’objectif est semblable à celui du conseil chargé des affaires juives. L’Evsektia est, en grande partie, responsable de la fermeture des établissements religieux, de la dissolution de communautés religieuses et des restrictions à l'enseignement religieux. C’est le début d’une série de « procès communautaires » contre la religion juive. Le dernier de ces procès, sur la circoncision, se tient en 1928 à Kharkov, au même moment où l’on essaye d’établir une identité laïque pour la collectivité juive.

## Komzet et Ort

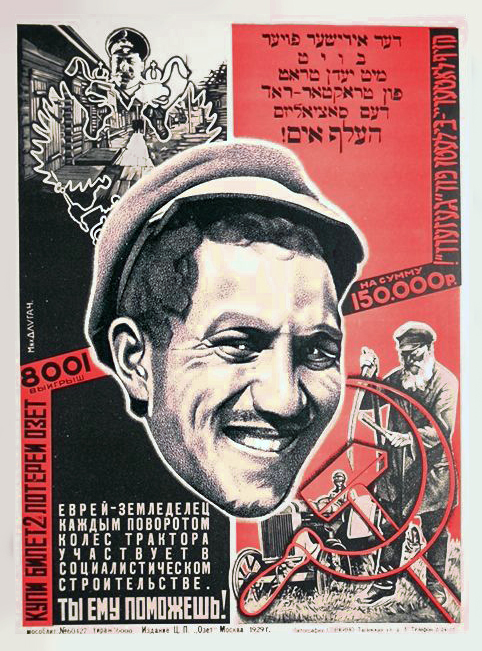
Affiche en russe et en yiddish. Traduction : « À chaque tour de roue de son tracteur, un travailleur juif de la terre apporte une contribution à la construction du socialisme et vous l'aiderez en achetant un billet pour la loterie d'OZET », 1929.

Alors que les partis juifs et les organisations sionistes sont contraints, au début des années 1920, d’entrer dans la clandestinité, le gouvernement communiste, qui cherche à abolir tout groupe susceptible de constituer une opposition, dissout le Kahal. 
Lors de la confirmation, en 1924, de la constitution de l'URSS, le conseil chargé des nationalités est dissous. L’organisme officiel responsable de la réinstallation des Juifs, le comité chargé de l'installation des travailleurs juifs sur les terres, le KOMZET le remplace. Ce comité finance la réinstallation des Juifs en zones rurales. Moins d’un an après, l’OZET, en janvier 1925, la société pour l'installation des travailleurs juifs sur les terres en URSS est créé. Cet organisme recrute des colons et appuie le travail de colonisation du KOMZET . Bien que le gouvernement encourage l'établissement de colonies juives, le soutien à ce projet diminue au fil des années.
C’est le KOMZET qui envoie un certain nombre de Juifs au confluent des rivières Bira et Bidzhan, près du fleuve Amour, dans la partie extrême-orientale de l'Union soviétique afin d’établir une zone territoriale juive, le Birobidjan (oblast autonome juif dans le district fédéral d'Extrême-Orient). La colonisation de cette région est censée créer une zone tampon entre l'Union soviétique et les pays de l'Extrême-Orient et stimuler le développement de cette région éloignée.

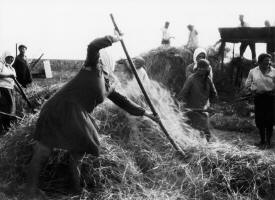
Travaux agricoles dans un kolkhoze juif en Ukraine, 1930.

De 1923 à 1938, l'Union soviétique transforme ses schtetlech (villages agricoles juifs) en « colonies agricoles juives ». Une « organisation de reconstruction par le travail » (ORT) fut créée pour mettre les sans-abri au travail, financer les nouveaux couples, les chtcharachkas (colonies d'orphelins) et les intellectuels démunis (pourvu qu'ils fussent bolcheviks), et, concernant les schtetlech, pour « normaliser la vie juive » en laïcisant progressivement et en intégrant les Juifs dans la société soviétique et l'activité économique collective, dans le cadre de la « nouvelle politique économique » de Lénine. Sur les 14 000 familles juives investies dans le projet, une partie importante est revenue à la ville en 1938. La plupart des autres restées dans les zones rurales sont tuées pendant la Shoah,,.

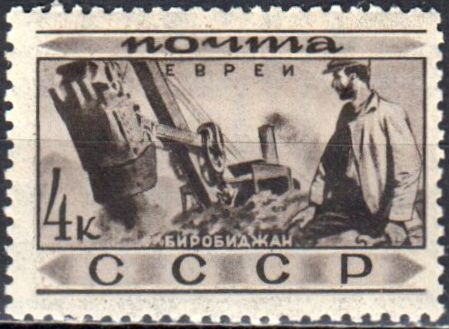
Timbre « juif » de la série Peuples de l'URSS, Birobidjan (1933).

Plus tard, avec la collectivisation forcée de Staline et après la grande famine des années 1930 qui n'épargne pas les schtetlech, un grand nombre de leurs habitants se sauvent vers la Pologne ou vers la Bessarabie alors roumaine, où ceux qui ne se sont pas fait prendre (et envoyer au Goulag ou au Birobidjan) ne sont pas les bienvenus, mais sont pris en charge par l'office Nansen : les plus chanceux pourront gagner l'Occident ou l'Amérique du Nord. En 1938 il ne reste rien du travail de l'ORT et les schtetlech sont devenus des kolkhozes comme les autres. 
Cette période est mieux connue notamment depuis la découverte de centaines de plaques photographiques parmi les archives de l'ORT-France par Serge Klarsfeld.

## Seconde guerre mondiale

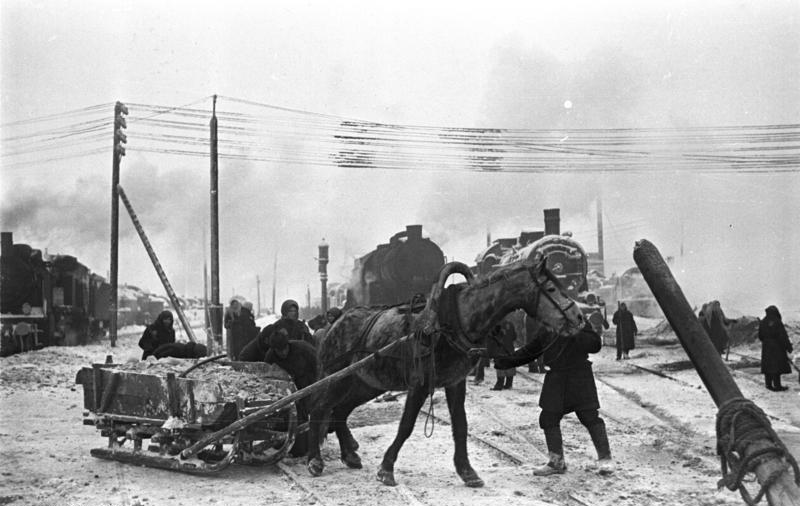
Juifs d'Orcha utilisés comme travailleurs forcés pour l'enlèvement de la glace et la neige, février 1942.
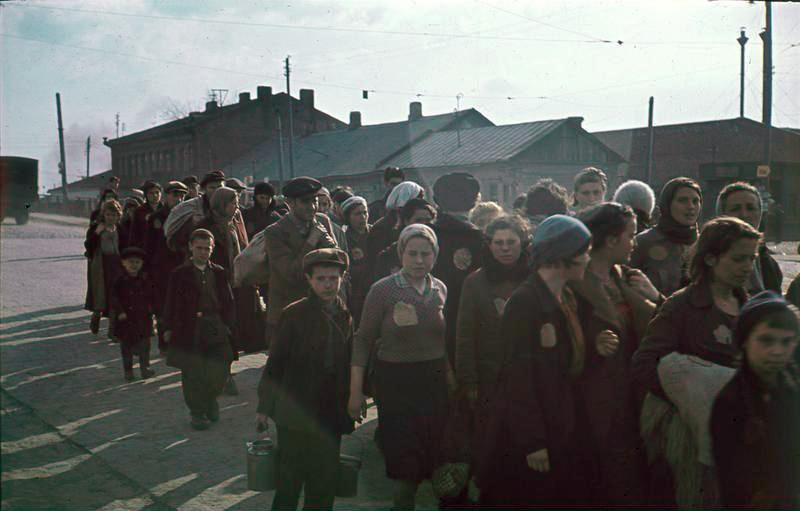
Rafle de Juifs à Minsk en Biélorussie, 1941.
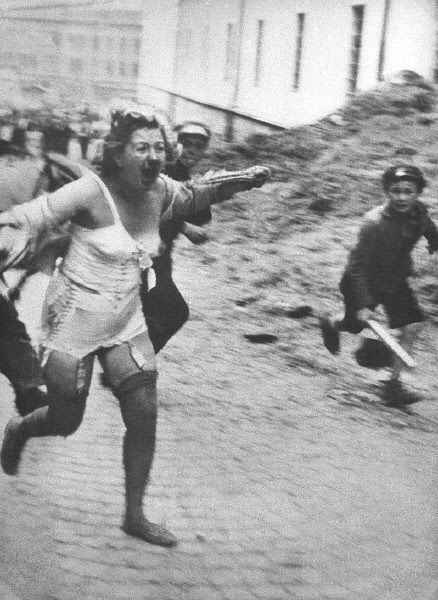
Pogrom de Lviv, juin-juillet 1941.
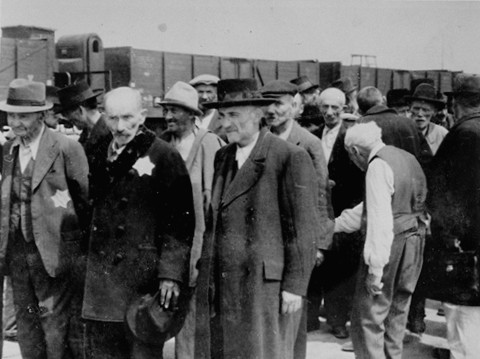
Juifs russes sur la rampe de sélection d'Auschwitz-Birkenau, 1944-1945.

## Les survivants

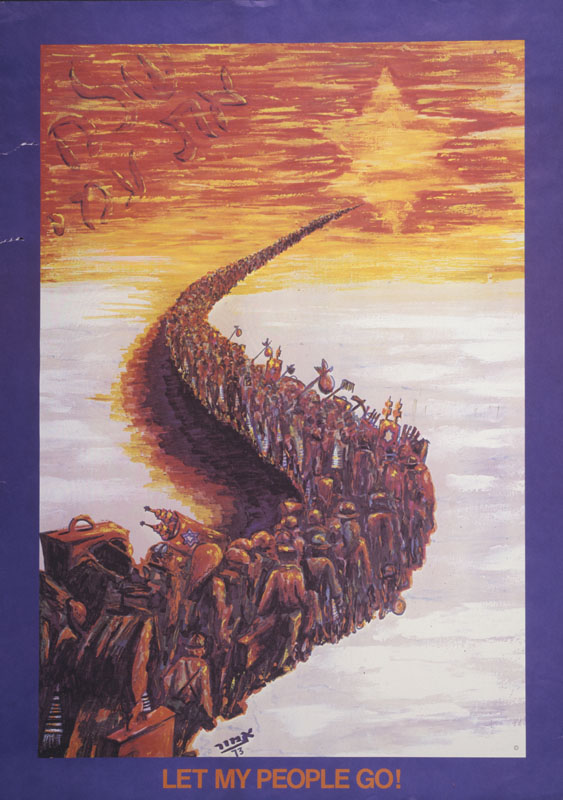
Peinture illustrant la volonté d'exil des Juifs soviétiques vers Israël : Let my people go ! (1973).

Après la seconde Guerre mondiale et la Shoah par balles dont les juifs soviétiques furent victimes, beaucoup de survivants introduisirent des demandes de visas d'émigration pour quitter l'Union soviétique, en particulier après la guerre des Six Jours en 1967. Certains furent autorisés à partir, mais beaucoup essuyèrent des refus, soit instantanément, soit par le biais d'une attente interminable de traitement de leur dossier par l'OVIR, le département du ministère de l'Intérieur responsable de la délivrance des visas de sortie. Dans de nombreux cas, l'excuse donnée pour un refus était que la personne avait eu accès à un moment ou à un autre de sa carrière à une information vitale pour la sécurité nationale de l'Union soviétique et qu'elle ne pouvait donc pas pour le moment être autorisée à quitter le pays. 

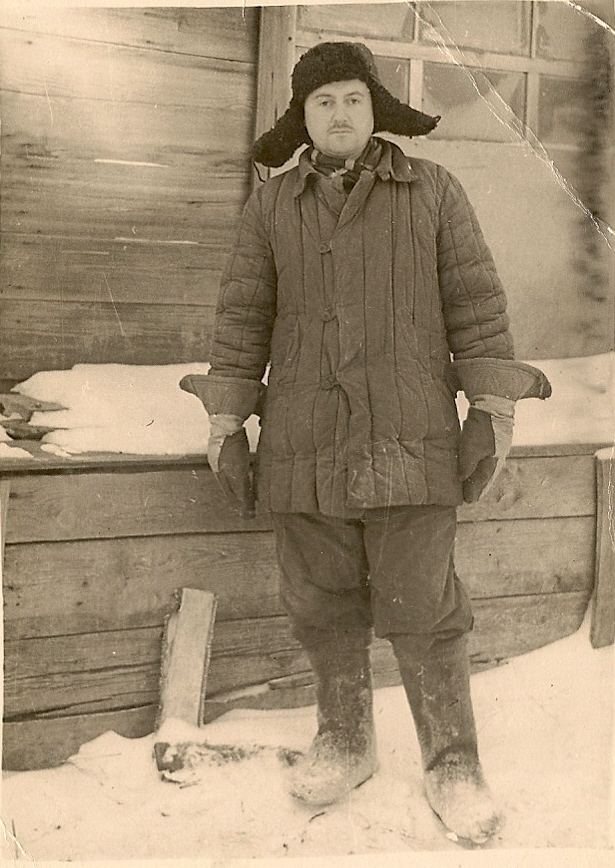
Joseph Schneider (1927-2006), rescapé de la Shoah, vétéran de l'Armée rouge, photographe du monde juif de Lettonie, refuznik « prisonnier de Zion » dans un goulag en Mordovie où il est exilé de 1957 à 1961, après avoir déposé 16 demandes rejetées d'immigration, enseigné le judaïsme, soutenu le sionisme, avoir formé des Juifs à l'autodéfense, été persécuté et torturé, 1960.

Pendant la guerre froide, les Juifs soviétiques sont confrontés à un antisémitisme systématique et institutionnel ; certains secteurs du gouvernement leur sont presque entièrement interdits,. Jugés « cosmopolites », ils étaient considérés comme un risque de sécurité ou comme des traîtres potentiels. Certains furent arrêtés, ou punis par d'autres voies, pour avoir osé exprimer le désir de quitter le pays pour l'Ouest, ce qui était ipso facto considéré comme une confirmation des soupçons quant à leur manque de loyauté. En fait, les Juifs religieux souhaitaient émigrer pour vivre librement leur foi tandis que des Juifs laïcs voulaient fuir l'antisémitisme suscité par les autorités soviétiques. Comme les autres citoyens soviétiques, tous souffraient de l'absence de libertés civiles et de la pénurie endémique. 

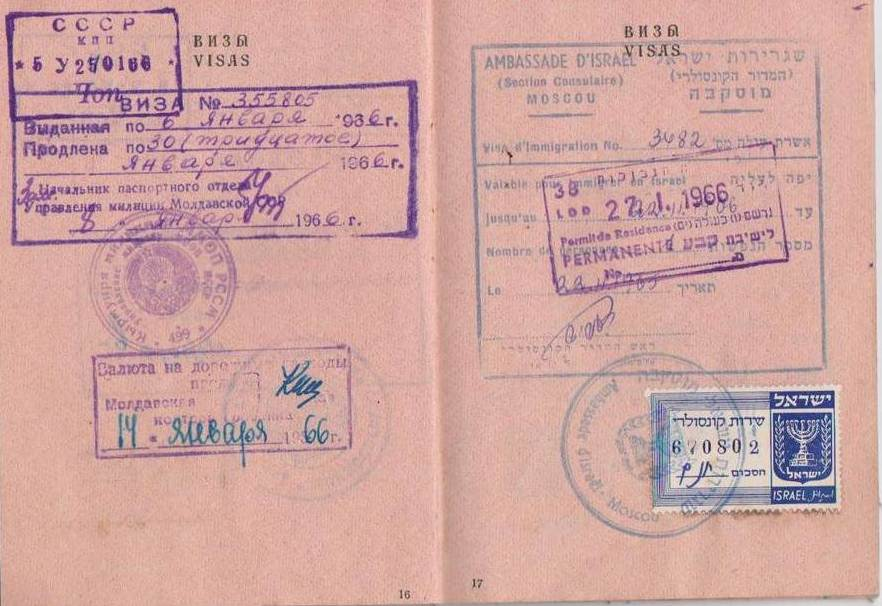
Visa d'immigration en Israël sur un passeport soviétique, 1966.

Mais en introduisant une demande de visa, la famille entière pouvait perdre son emploi et ne plus en retrouver à la hauteur de leur formation, ce qui rendait ses membres susceptibles d'être inculpés de « parasitisme social » : une infraction pénale. Les Juifs harcelés constamment, leur logement perquisitionné, soumis à de longs interrogatoires, pouvaient être condamnés pour ne pas avoir travaillé et exilés au goulag en Sibérie sous n'importe quel motif. Ceux qui étaient autorisés à émigrer, devaient payer une taxe proportionnelle à leur niveau d'études, généralement élevée parmi les Juifs. L'un des fondateurs en 1976 du mouvement refuznik, et son porte-parole, était Natan Sharansky. 
L'arrivée au pouvoir de Mikhaïl Gorbatchev dans l'Union soviétique du milieu des années 1980 et sa politique de glasnost et de perestroïka, de même que le désir d'entretenir de meilleures relations avec l'Ouest, amenèrent des changements considérables. La plupart des refuzniks furent alors autorisés à émigrer. Avec la dislocation de l'Union soviétique à la fin de la décennie, le terme refuznik passa au registre de l'histoire.

## Démographie

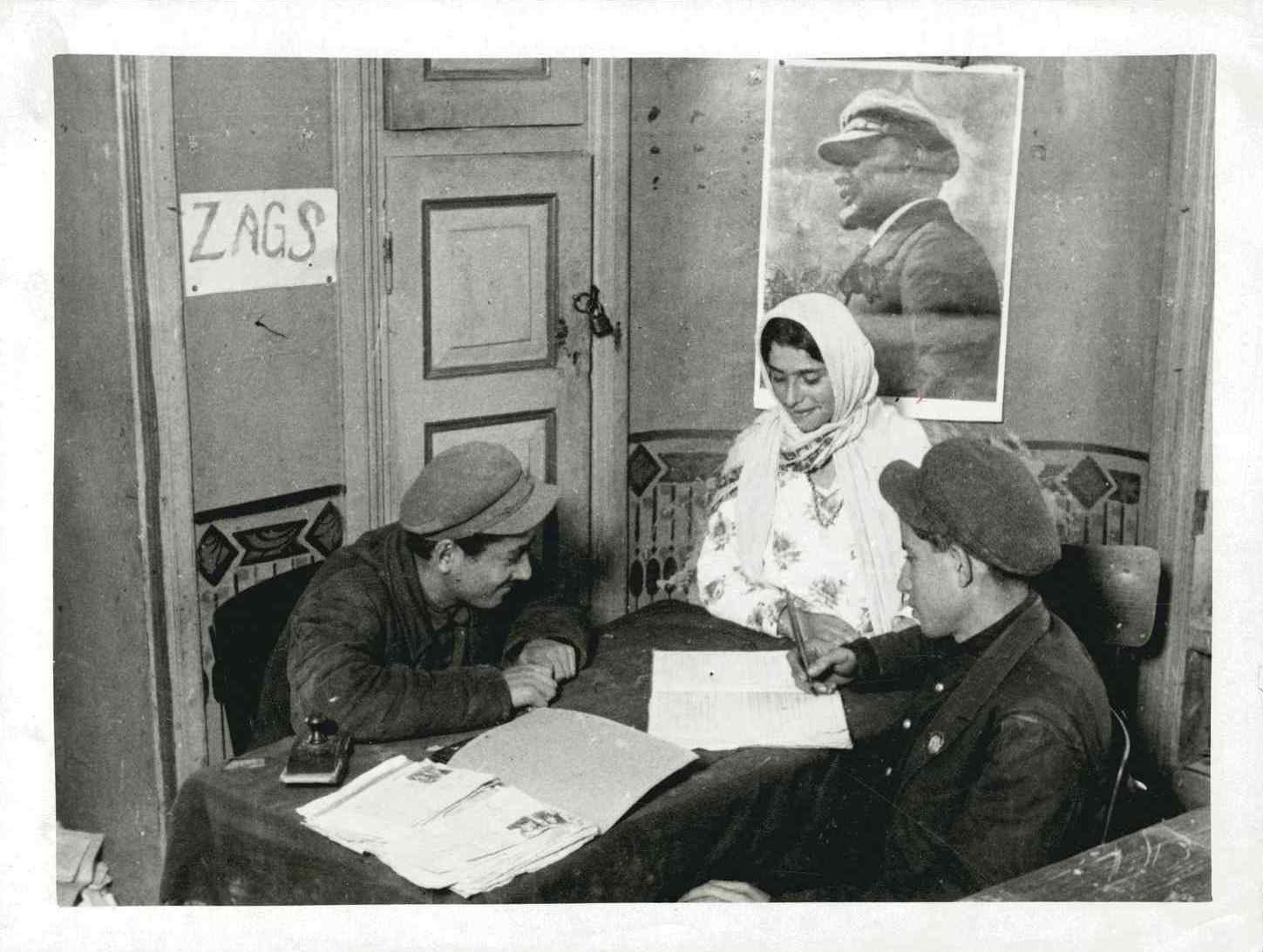
Enregistrement du mariage entre Juifs des montagnes, les jeunes communistes M. Khatayevitch et Shushanna Khaïmova, gérante d'une boutique à Kuba, Azerbaïdjan, 1932.

Selon le recensement de 1926, la population de la RSFSR comprend plus de 585 000 Juifs. En 1939, 956 600 Juifs vivent en RSFSR soit près de 33 % des 2 870 000 Juifs d'URSS. L’accroissement de la population juive des grandes villes soviétiques est dû à l'abolition de la zone de Résidence : par exemple de 28 000 Juifs à Moscou en 1920, on passe à 250 100 en 1939. Alors qu'il y avait moins de 25 000 Juifs à Petrograd en 1920, il a près de 200 000 Juifs à Leningrad en 1939. Les Juifs sont installés dans pratiquement toutes les grandes villes d'URSS. En 1939, ils sont 27 000 à Rostov-sur-le-Don, 14 000 à Smolensk, près de 8 000 à Sverdlovs'k et 5 400 à Khabarovsk.Les nouvelles villes créées au cours de la grande industrialisation du premier plan quinquennal (1928-1932) en accueillent aussi, comme Magnitogorsk où vivent 964 Juifs.
Ces populations de Russie sont plus assimilées que les autres Juifs d'URSS, moins d'un quart ayant une langue maternelle juive et plus de 40 % des hommes juifs et près de 37 % des femmes juives ayant épousé des non-Juifs, soit le taux le plus élevé de mariages mixtes parmi les Juifs d'URSS.
En tout, jusqu'à 2010 et avec un pic au début des années 1970 et une émigration de masse dans les années 1990, plus de 1 200 000 personnes venues de l'ancienne Union soviétique immigrent en Israël soit plus d'un tiers de toute l'immigration vers Israël.